# Élections législatives de 1968 en Meurthe-et-Moselle
Les élections législatives françaises de 1968 se déroulent les 23 et 30 juin 1968. Dans le département de Meurthe-et-Moselle, sept députés sont à élire dans le cadre de sept circonscriptions.

## Élus
| Circonscription | Député sortant                               | Parti | Parti | Député élu ou réélu | Parti | Parti |
| --------------- | -------------------------------------------- | ----- | ----- | ------------------- | ----- | ----- |
| 1re             | Roger Souchal suppléant de Christian Fouchet |       | UDR   | Roger Souchal       |       | UDR   |
| 2e              | William Jacson                               |       | UDR   | William Jacson      |       | UDR   |
| 3e              | Pierre Weber                                 |       | RI    | Pierre Weber        |       | RI    |
| 4e              | Jean Bichat                                  |       | RI    | Jean Bichat         |       | RI    |
| 5e              | André Picquot                                |       | RI    | Christian Fouchet   |       | UDR   |
| 6e              | Jean Bertrand                                |       | PCF   | Hubert Martin       |       | RI    |
| 7e              | Jacques Trorial                              |       | UDR   | Joseph Nou          |       | UDR   |

## Résultats

### Résultats à l'échelle du département
| Parti          | Parti                                           | Premier tour | Premier tour | Second tour | Second tour | Sièges |
| Parti          | Parti                                           | Voix         | %            | Voix        | %           | Sièges |
| -------------- | ----------------------------------------------- | ------------ | ------------ | ----------- | ----------- | ------ |
|                | Union pour la défense de la République          | 84 052       | 29,03        | 67 048      | 44,52       | 4      |
|                | Républicains indépendants                       | 68 041       | 23,50        | 20 629      | 13,70       | 3      |
|                | Union des républicains de progrès               | 152 093      | 52,53        | 87 677      | 58,22       | 7      |
|                |                                                 |              |              |             |             |        |
|                | Section française de l'Internationale ouvrière  | 25 592       | 8,84         | 11 881      | 7,89        | 0      |
|                | Parti radical                                   | 8 460        | 2,92         |             |             | 0      |
|                | Fédération de la gauche démocrate et socialiste | 34 052       | 11,76        | 11 881      | 7,89        | 0      |
|                |                                                 |              |              |             |             |        |
|                | Parti communiste français                       | 59 129       | 20,42        | 51 032      | 33,89       | 0      |
|                | Parti socialiste unifié                         | 24 252       | 8,38         | Retrait     | Retrait     | 0      |
|                | Progrès et démocratie moderne                   | 20 035       | 6,92         | Retrait     | Retrait     | 0      |
|                |                                                 |              |              |             |             |        |
| Inscrits       | Inscrits                                        | 370 284      | 100,00       | 198 250     | 100,00      | 7      |
| Abstentions    | Abstentions                                     | 75 246       | 20,32        | 42 688      | 21,53       |        |
| Votants        | Votants                                         | 295 038      | 79,68        | 155 562     | 78,47       |        |
| Blancs et nuls | Blancs et nuls                                  | 5 477        | 1,86         | 4 972       | 3,2         |        |
| Exprimés       | Exprimés                                        | 289 561      | 98,14        | 150 590     | 96,8        |        |

### Résultats par circonscription

#### Première circonscription (Nancy-Nord)
| Candidat       | Candidat                    | Parti          | Premier tour | Premier tour | Second tour | Second tour |  |
| Candidat       | Candidat                    | Parti          | Voix         | %            | Voix        | %           |  |
| -------------- | --------------------------- | -------------- | ------------ | ------------ | ----------- | ----------- |  |
|                | Roger Souchal sortant réélu | UDR (URP)      | 24 489       | 48,25        | 28 119      | 63,35       |  |
|                | Michel Antoine              | PCF            | 8 847        | 17,43        | 16 266      | 36,65       |  |
|                | Antoine Troglic             | PSU            | 6 921        | 13,64        | Retrait     | Retrait     |  |
|                | Luc Bourcier de Carbon      | CD (PDM)       | 5 605        | 11,04        |             |             |  |
|                | Maurice Bouteille           | FGDS (SFIO)    | 4 895        | 9,64         |             |             |  |
|                |                             |                |              |              |             |             |  |
| Inscrits       | Inscrits                    | Inscrits       | 65 578       | 100,00       | 65 577      | 100,00      |  |
| Abstentions    | Abstentions                 | Abstentions    | 13 937       | 21,25        | 18 974      | 28,93       |  |
| Votants        | Votants                     | Votants        | 51 641       | 78,75        | 46 603      | 71,07       |  |
| Blancs et nuls | Blancs et nuls              | Blancs et nuls | 884          | 1,71         | 2 218       | 4,76        |  |
| Exprimés       | Exprimés                    | Exprimés       | 50 757       | 98,29        | 44 385      | 95,24       |  |

#### Deuxième circonscription (Nancy-Ouest)
|                | William Jacson sortant réélu | UDR (URP)      | 25 883 | 51,77  |  |  |  |
|                | André Plumet                 | FGDS (SFIO)    | 7 235  | 14,47  |  |  |  |
|                | Jean Zaffagni                | PCF            | 6 830  | 13,66  |  |  |  |
|                | Jean-Claude Jolain           | CD (PDM)       | 5 826  | 11,65  |  |  |  |
|                | François Borella             | PSU            | 4 218  | 8,44   |  |  |  |
|                |                              |                |        |        |  |  |  |
| Inscrits       | Inscrits                     | Inscrits       | 65 141 | 100,00 |  |  |  |
| Abstentions    | Abstentions                  | Abstentions    | 14 307 | 21,96  |  |  |  |
| Votants        | Votants                      | Votants        | 50 834 | 78,04  |  |  |  |
| Blancs et nuls | Blancs et nuls               | Blancs et nuls | 842    | 1,66   |  |  |  |
| Exprimés       | Exprimés                     | Exprimés       | 49 992 | 98,34  |  |  |  |

#### Troisième circonscription (Nancy-Sud-Est)
|                | Pierre Weber sortant réélu | RI (URP)       | 27 106 | 62,18  |  |  |  |
|                | René Aubert                | PCF            | 5 798  | 13,3   |  |  |  |
|                | Marcel Deville             | FGDS (Radical) | 5 641  | 12,94  |  |  |  |
|                | Marie-Claude Vayssade      | PSU            | 5 045  | 11,57  |  |  |  |
|                |                            |                |        |        |  |  |  |
| Inscrits       | Inscrits                   | Inscrits       | 58 124 | 100,00 |  |  |  |
| Abstentions    | Abstentions                | Abstentions    | 13 488 | 23,21  |  |  |  |
| Votants        | Votants                    | Votants        | 44 636 | 76,79  |  |  |  |
| Blancs et nuls | Blancs et nuls             | Blancs et nuls | 1 046  | 2,34   |  |  |  |
| Exprimés       | Exprimés                   | Exprimés       | 43 590 | 97,66  |  |  |  |

#### Quatrième circonscription (Lunéville)
|                | Jean Bichat sortant réélu | RI (URP)       | 22 591 | 58,07  |  |  |  |
|                | André Claudel             | PCF            | 7 954  | 20,45  |  |  |  |
|                | Pierre Poncet             | CD (PDM)       | 4 590  | 11,8   |  |  |  |
|                | Pierre Grandjean          | FGDS (SFIO)    | 3 767  | 9,68   |  |  |  |
|                |                           |                |        |        |  |  |  |
| Inscrits       | Inscrits                  | Inscrits       | 48 936 | 100,00 |  |  |  |
| Abstentions    | Abstentions               | Abstentions    | 9 037  | 18,47  |  |  |  |
| Votants        | Votants                   | Votants        | 39 899 | 81,53  |  |  |  |
| Blancs et nuls | Blancs et nuls            | Blancs et nuls | 997    | 2,5    |  |  |  |
| Exprimés       | Exprimés                  | Exprimés       | 38 902 | 97,5   |  |  |  |

#### Cinquième circonscription (Toul)
| Candidat       | Candidat              | Parti          | Premier tour | Premier tour | Second tour | Second tour |  |
| Candidat       | Candidat              | Parti          | Voix         | %            | Voix        | %           |  |
| -------------- | --------------------- | -------------- | ------------ | ------------ | ----------- | ----------- |  |
|                | Christian Fouchet élu | URP            | 15 489       | 49,87        | 18 255      | 60,58       |  |
|                | Pierre Schmidt        | FGDS (SFIO)    | 7 261        | 23,38        | 11 881      | 39,42       |  |
|                | Jean Thouvenin        | CD (PDM)       | 4 014        | 12,92        | Retrait     | Retrait     |  |
|                | Pierre Attenot        | PCF            | 3 229        | 10,4         |             |             |  |
|                | Sylvestre Baran       | PSU            | 1 064        | 3,43         |             |             |  |
|                |                       |                |              |              |             |             |  |
| Inscrits       | Inscrits              | Inscrits       | 39 064       | 100,00       | 38 981      | 100,00      |  |
| Abstentions    | Abstentions           | Abstentions    | 7 293        | 18,67        | 7 980       | 20,47       |  |
| Votants        | Votants               | Votants        | 31 771       | 81,33        | 31 001      | 79,53       |  |
| Blancs et nuls | Blancs et nuls        | Blancs et nuls | 714          | 2,25         | 865         | 2,79        |  |
| Exprimés       | Exprimés              | Exprimés       | 31 057       | 97,75        | 30 136      | 97,21       |  |

#### Sixième circonscription (Briey)
| Candidat       | Candidat              | Parti          | Premier tour | Premier tour | Second tour | Second tour |  |
| Candidat       | Candidat              | Parti          | Voix         | %            | Voix        | %           |  |
| -------------- | --------------------- | -------------- | ------------ | ------------ | ----------- | ----------- |  |
|                | Hubert Martin élu     | RI (URP)       | 18 344       | 48,09        | 20 629      | 53,38       |  |
|                | Jean Bertrand sortant | PCF            | 13 754       | 36,05        | 18 017      | 46,62       |  |
|                | Émile Randolet        | PSU            | 3 616        | 9,48         |             |             |  |
|                | Nicole Feidt          | FGDS (SFIO)    | 2 434        | 6,38         |             |             |  |
|                |                       |                |              |              |             |             |  |
| Inscrits       | Inscrits              | Inscrits       | 46 114       | 100,00       | 46 350      | 100,00      |  |
| Abstentions    | Abstentions           | Abstentions    | 7 615        | 16,51        | 6 972       | 15,04       |  |
| Votants        | Votants               | Votants        | 38 499       | 83,49        | 39 378      | 84,96       |  |
| Blancs et nuls | Blancs et nuls        | Blancs et nuls | 351          | 0,91         | 732         | 1,86        |  |
| Exprimés       | Exprimés              | Exprimés       | 38 148       | 99,09        | 38 646      | 98,14       |  |

#### Septième circonscription (Longwy)
| Candidat       | Candidat                      | Parti          | Premier tour | Premier tour | Second tour | Second tour |  |
| Candidat       | Candidat                      | Parti          | Voix         | %            | Voix        | %           |  |
| -------------- | ----------------------------- | -------------- | ------------ | ------------ | ----------- | ----------- |  |
|                | Jacques Trorial sortant réélu | UDR (URP)      | 18 191       | 49,01        | 20 674      | 55,24       |  |
|                | Antoine Porcu                 | PCF            | 12 717       | 34,26        | 16 749      | 44,76       |  |
|                | Gilbert Bienaimé              | PSU            | 3 388        | 9,13         |             |             |  |
|                | Jean Colin                    | FGDS (Radical) | 2 819        | 7,6          |             |             |  |
|                |                               |                |              |              |             |             |  |
| Inscrits       | Inscrits                      | Inscrits       | 47 327       | 100,00       | 47 342      | 100,00      |  |
| Abstentions    | Abstentions                   | Abstentions    | 9 569        | 20,22        | 8 762       | 18,51       |  |
| Votants        | Votants                       | Votants        | 37 758       | 79,78        | 38 580      | 81,49       |  |
| Blancs et nuls | Blancs et nuls                | Blancs et nuls | 643          | 1,7          | 1 157       | 3           |  |
| Exprimés       | Exprimés                      | Exprimés       | 37 115       | 98,3         | 37 423      | 97          |  |